# Rosa abietina
Rosa abietina es una especie de planta del género Rosa, de la familia Rosaceae.

## Taxonomía
Rosa abietina fue descrita por Gren. ex Christ en 1873.

## Distribución
Se encuentra en el territorio de Austria, Francia, Alemania, Italia, noroeste de la península de los Balcanes y Suiza.